# Gumpolding (Buchbach)
Gumpolding ist ein Gemeindeteile von Buchbach im oberbayerischen Landkreis Mühldorf am Inn.

## Geografische Lage
Der Weiler Gumpolding liegt 1,75 km südöstlich von Buchbach im Gemeindegebiet des Marktes Buchbach in der Region Südostoberbayern. Es liegt am Einstettinger Bach inmitten des tertiären Hügellandes zwischen den Tälern der Vils im Norden und der Isen im Süden. Die Landeshauptstadt München ist rund 64 km entfernt.

## Geschichte

Bildstock Gumpolding 6

Der Weiler kam mit dem bayerischen Gemeindeedikt von 1818 zur Gemeinde Walkersaich und mit dem Nordteil dieser am 1. Januar 1973 im Zuge der Gebietsreform in Bayern zur Gemeinde Buchbach.

## Bevölkerungsentwicklung
Um 1857 hatte Gumpolding 30 Einwohner und 11 Gebäude. Es gab dort bei der Volkszählung von 1961 noch 23 Einwohner, die in 5 Wohngebäuden lebten. Im Mai 1987 lebten dort 36 Einwohner in sechs Wohngebäuden.